# ماهی جنگجوی سیامی
ماهی جنگجوی سیامی (به انگلیسی: Siamese fighting fish) (که بدان ماهی بتا یا فایتر هم می‌گویند) گونه‌ای ماهی از خانوادهٔ گورامی و یکی از رایج‌ترین انواع ماهی‌های آکواریوم آب شیرین است. این ماهی بومی جنوب شرق آسیا و کشورهای کامبوج، لائوس، مالزی، اندونزی، تایلند، ویتنام و میانمار است. نام بومی آن در تایلندی پلا-کَد یا پلا-کَت (ماهی گزنده) است. این ماهی همچنین جانور ملی تایلند است. قلمرو برای این گونه از ماهی بسیار حائز اهمیت است و قرار دادن دو ماهی نر در کنار یکدیگر، به درگیری و مرگ یکی از آن‌ها می‌انجامد
این ماهی‌ها در طبیعت در برنج‌زارها و تالاب‌های کم‌عمق و جریان‌های آبی آهسته تکثیر می‌یابند. گر چه زندگی در آب‌های کم عمق یکی از شاخصه‌های این ماهی است، ولی یکی از کلیدی‌ترین فاکتورهای نگهداری این ماهی دمای آب است. از این رو این ماهی بومی مناطق گرمسیری است. به‌طور معمول طول عمر ماهی فایتر ۲–۵ سال است که در بعضی از آن‌ها تا ۸ سال عمر می‌کنند. معمولاً جنس نر در مراکز فروش در سنین ۴–۹ ماهگی بفروش می‌رسند. همچنین جنس نر در آزمایشگاه و آکواریوم شخصی خود تا ۱۰ سال هم عمر می‌کند.

## ویژگی‌های ظاهری
- شکل دم: انواع دم در ماهی جنگجوی سیامی به اشکال زیر است: دم نقابی‌شکل، دم تاجی‌شکل، هلال ماه، دم کوتاه با حالت تهاجمی، دو دم
- رنگ: بعضی از نژادها دارای رنگ‌های صورتی کم رنگ با باله‌های قرمز و سبز لجنی است. فایترها در جهان به جواهر شرقی معروف می‌باشند چون رنگ‌های گونه‌های وحشی دارای گستره وسیعی هستند و این رنگ‌ها برای تولیدمثل، دارای اهمیت است. جنگجوها در رنگ‌هایی از قبیل: قرمز، نارنجی، سفید و سبز زمردی وجود دارند.

تغذیه: در طبیعت به‌طور معمول از حشرات تغذیه کرده و در محیط آکواریوم از غذای پولکی، منجمد و خشک شده نیز تغذیه میکند. میگوی آب شیرین، دافنی، کرم شیشه‌ای، کرم خونی و.. نیز می‌توانند برای آن‌ها مناسب باشند.

## تولید مثل
به‌طور میانگین در جنگجوهای سیامی جنس نر نسبت به ماده تهاجمی‌تر است ولی در کشورهای آسیایی به‌طور معمول ماهیان باله کوتاه تهاجمی‌تر بوده چون قابلیت مانور بیشتری دارند. میزان هم آوری این آبزی زیبا به‌طور میانگین ۷۰۰ تخم است که با توجه به اینکه این تخم‌ها بسیار کوچک می‌باشند لاروهای تولید شده قادر به استفاده از آرتمیا نمی‌باشند لذا می‌بایست از آب سبز برای تغذیه لاروهای این ماهی استفاده کرد.
متوسط عمر کمتر از سه سال بوده و هنگامی که زیر یک سال سن دارند در تولید مثل موفق‌تر می‌باشند. تولید مثل آن‌ها در لانه حبابی و بدون احتیاج به آکواریوم بزرگ صورت می‌پذیرد. درجه سختی آب شیر کاملاً برای فایتر مناسب است. جهت از بین بردن کلر آب هم می‌توان از مواد ضد کلر استفاده نمود و هم اینکه مقدار مورد نیاز آب را جوشانده و پس از خنک شدن و رسیدن به دمای اتاق، از آن استفاده نمود.

## آب
این گونه ماهی جنگجوی سیامی ترجیح می‌دهد در دمای آب حدود ۷۵–۸۲ درجه فارنهایت (۲۴–۲۸ درجه سانتیگراد) باشد، اما به‌طور موقت در دمای ۵۶ درجه فارنهایت (۱۳ درجه سانتیگراد) یا ۹۵ درجه فارنهایت (۳۵ درجه سانتیگراد) زنده می‌ماند. هنگامی که در هوای سردتر نگهداری می‌شود، بخاری‌های آکواریوم توصیه می‌شود.
ماهی جنگجوی سیامی تحت تأثیر سطح آب است. سطوح ایده‌آل برای بالغ‌ها در pH طبیعی (۷٫۰) است. با این حال بالغ نسبت به سطوح pH کمی تحمل می‌شود.
آن‌ها دارای اندام شناخته شده به عنوان اندام پرچم دار هستند که به آن‌ها اجازه می‌دهد تا هوا را در سطح آب نفس بکشند. این اندام به این معنا بود که ماهی‌ها را در آکواریوم‌های غیرقابل نگهداری نگهداری می‌شوند، اما این یک تصور غلط است، زیرا کیفیت آب فقیر باعث می‌شود همه ماهی‌های گرمسیری، از جمله جنگجوی سیامی، بیشتر حساس به بیماری‌هایی مانند پوسیدگی باله شود.
به‌طور منظم رژیم غذایی صحیح حفظ و تغذیه باعث می‌شود، ماهیان مبارزه سیامی معمولاً ۳ تا ۵ سال در اسارت زندگی کنند، اما ممکن است در موارد نادر ۷ تا ۱۰ سال زندگی کنند.